# 1801 na música

## Nascimentos
| Data          | Nome             | Profissão  | Nacionalidade | Observações | Ref |
| ------------- | ---------------- | ---------- | ------------- | ----------- | --- |
| 3 de Novembro | Vincenzo Bellini | compositor | Itália        | m. 1835     |     |

## Mortes
| Data          | Nome              | Profissão              | Nacionalidade | Observações | Ref |
| ------------- | ----------------- | ---------------------- | ------------- | ----------- | --- |
| 11 de Janeiro | Domenico Cimarosa | compositor             | Itália        | (n. 1749)   |     |
| 21 de Março   | Andrea Luchesi    | compositor e organista | Itália        | (n. 1741).  |     |